# Kensuke Hatakeyama

a Compétitions nationales et continentales officielles uniquement.

b Matchs officiels uniquement.
Dernière mise à jour le 19 octobre 2011.
Kensuke Hatakeyama (畠山 健介, Hatakeyama Kensuke), né le 2 août 1985 à Kesennuma, est un joueur de rugby à XV qui joue avec l'équipe du Japon évoluant au poste de pilier.

## Carrière

### En club
- Suntory Sungoliath (Top League)

### En équipe nationale
Il obtient sa première cape internationale le 16 novembre 2008, à l’occasion d’un match contre l'équipe des États-Unis.

## Palmarès

### En équipe nationale
- 27 sélections
- 30 points (6 essais)
- Sélections par année : 2 en 2008, 8 en 2009, 5 en 2010, 12 en 2011
- En coupe du monde :
  - 2011 : 4 sélections (France, Nouvelle-Zélande, Tonga, Canada), 5 points (1 essai)